# The LEGO Story
|  | Denne artikel er oprettet af botten Steenthbot ud fra en ekstern database. Den kan derfor have sproglige fejl eller mangler. Denne skabelon kan fjernes efter kontrol af indholdet. |

The LEGO Story er en dansk animationsfilm fra 2012 instrueret af Kim Pagel.

## Handling
Den animerede historie om LEGO-virksomheden.